# Friedrich von Dankbahr

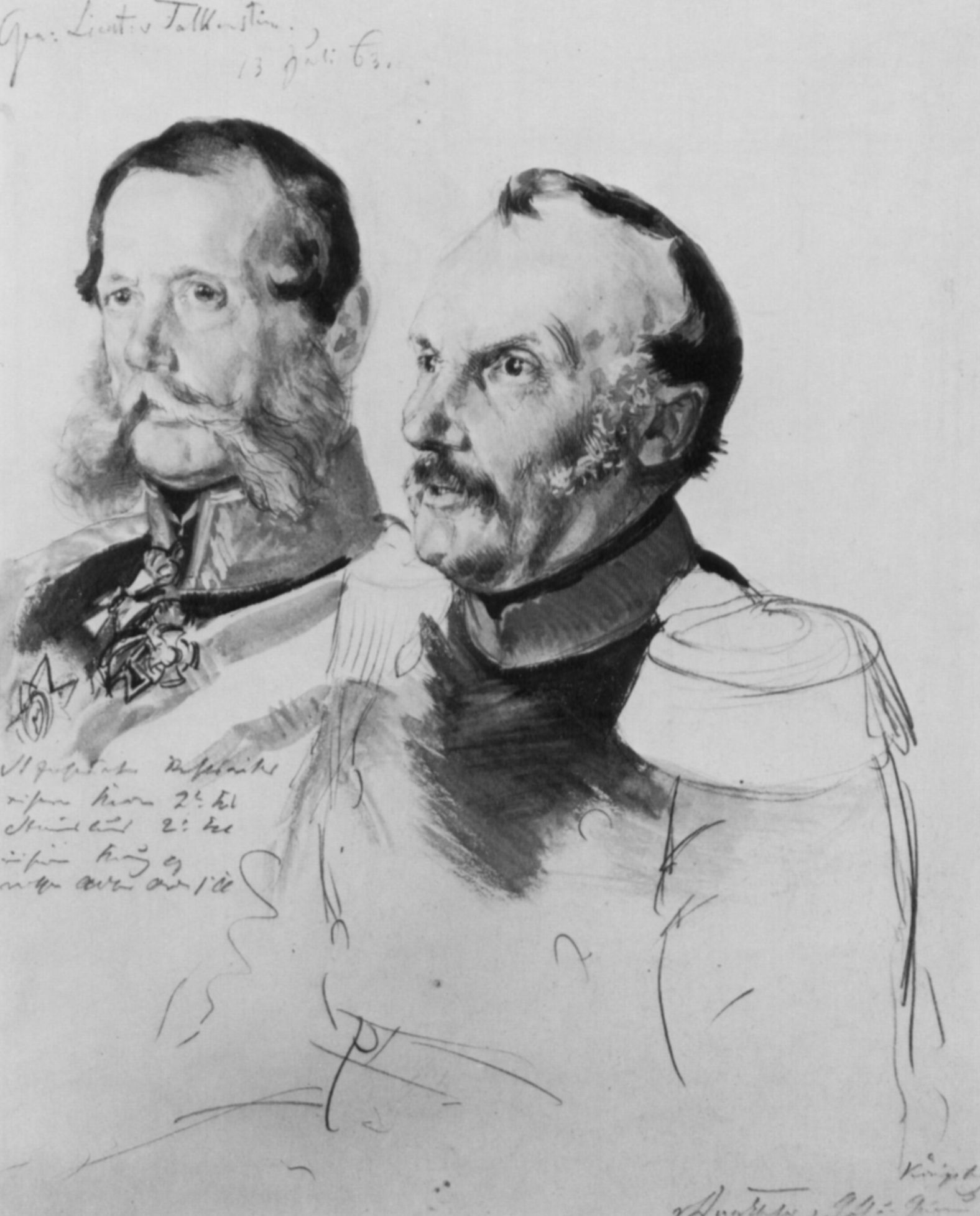
Eduard Vogel von Falckenstein (1797–1885) und Friedrich von Dankbahr (1797–1878)

Friedrich Wilhelm Gustav von Dankbahr (* 12. Mai 1797 in Posen; † 20. August 1878 in Grabow) war ein preußischer General der Infanterie und Gouverneur von Königsberg.

## Leben

### Herkunft
Friedrich war ein Sohn von Friedrich Wilhelm von Dankbahr (1749–1800) und dessen Ehefrau Auguste Henriette, geborene von Sydow (1766–1843). Sein Vater war Kapitän und Kompaniechef im Infanterieregiment „von Crousaz“ sowie Ritter des Ordens Pour le Mérite.

### Militärkarriere
Dankbahr besuchte die Kadettenhäuser in Stolp und Berlin. Am 31. Mai 1813 wurde er als Portepeefähnrich dem 3. Reserve-Bataillon im  3. Ostpreußischen Infanterie-Regiment überwiesen. Ende Oktober 1813 avancierte er zum Sekondeleutnant im 4. Reserve-Infanterie-Regiment, aus dem im März 1815 das 16. Infanterie-Regiment hervorging. Während der Befreiungskriege nahm Dankbahr an den Belagerungen von Wittenberg sowie Gorkum teil und wurde bei Soissons verwundet. Er machte den Sturm auf Arnheim mit und kämpfte in den Schlachten bei Großbeeren, Leipzig und Laon. Für Dennewitz erhielt Dankbahr das Eiserne Kreuz II. Klasse.
Nach dem Krieg kam er am 8. Februar 1816 in die 3. und 4. Schützen-Abteilung und wurde am 1. Oktober 1816 an die Allgemeinen Kriegsschule kommandiert. Nach Beendigung seiner dortigen Ausbildung folgte Anfang Mai 1821 seine Kommandierung zum Topographischen Büro, bevor Dankbahr am 30. März 1822 als Premierleutnant in den Großen Generalstab versetzt wurde. Ende März 1824 kam er dann in den Generalstab der 9. Division und Mitte Juni 1825 in den Generalstab des I. Armee-Korps, wo er am 30. März 1827 zum Kapitän aufstieg. Mit der Beförderung zum Major wurde Dankbahr am 24. April 1835 in den Generalstab des II. Armee-Korps versetzt. In dieser Stellung erhielt er Ende Februar 1839 den Sankt-Stanislaus-Orden III. Klasse. Er war vom 5. August bis zum 9. November 1843 Chef des Generalstabes des VII. Armee-Korps und anschließend in gleicher Eigenschaft beim Gardekorps tätig. Als Oberstleutnant kommandierte man ihn Anfang September 1846 in den Stab des Prinzen Wilhelm von Preußen zur Besichtigung der österreichischen Truppen. Dankbahr wurde am 27. März 1847 Oberst und am 11. April 1850 zum Kommandeur der 3. Landwehr-Brigade in Stettin ernannt sowie am 20. März 1850 dem Generalstab aggregiert. Nach seiner Beförderung zum Generalmajor erhielt Dankbahr am 4. Mai 1852 das Kommando über die ebenfalls in Stettin stationierte 6. Infanterie-Brigade. Daran schloss sich vom 7. Januar 1856 bis zum 23. Juli 1861 eine Verwendung als Kommandeur der 4. Division in Bromberg und die zwischenzeitliche Beförderung zum Generalleutnant an. Anlässlich des Ordensfestes hatte Dankbahr im Januar 1861 den Roten Adlerorden I. Klasse mit Eichenlaub erhalten. Ende Juli 1861 übernahm er dann den Posten als Gouverneur von Königsberg. Im März 1863 wurde ihm der Kronenorden I. Klasse sowie am 27. Mai 1863 anlässlich seines 50-jährigen Dienstjubiläums der Charakter als General der Infanterie verliehen. Unter Verleihung des Großkomtur des Königlichen Hausordens von Hohenzollern stellte man ihn am 20. Juni 1864 mit der gesetzlichen Pension zur Disposition.
Für die Dauer des mobilen Verhältnisses anlässlich des Krieges gegen Frankreich war Dankbahr 1870/71 Kommandierender General des Stellvertretenden Generalkommandos des II. Armee-Korps in Berlin. Er starb am 20. August 1878 in Grabow bei Stettin.

### Familie
Dankbahr heiratete am 16. November 1831 in Königsberg Leopoldine Emilie Natalie Freiin von Zedlitz und Neukirch (1808–1896). Sie war eine Tochter des Polizeidirektors von Brieg Ernst Ferdinand von Zedlitz und Neukirch (1773–1814) und der Constanze Caroline von Krafft (* 1770). Das Paar hatte acht Kinder, darunter:
- Karl Friedrich Wilhelm Theodor (1835–1917), preußischer Generalleutnant ⚭ 1880 Sophie Auguste Muhle (1849–1912)
- Friedrich Wilhelm Nikolaus Ernst (1849–1892), Premierleutnant a. D.
- Friedrich Wilhelm Nikolaus (1851–1916), Oberstleutnant a. D.